# 2006 en Grèce
Chronologie de la Grèce
- 2002
- 2003
- 2004
- 2005
- 2006
- 2007
- 2008
- 2009
- 2010

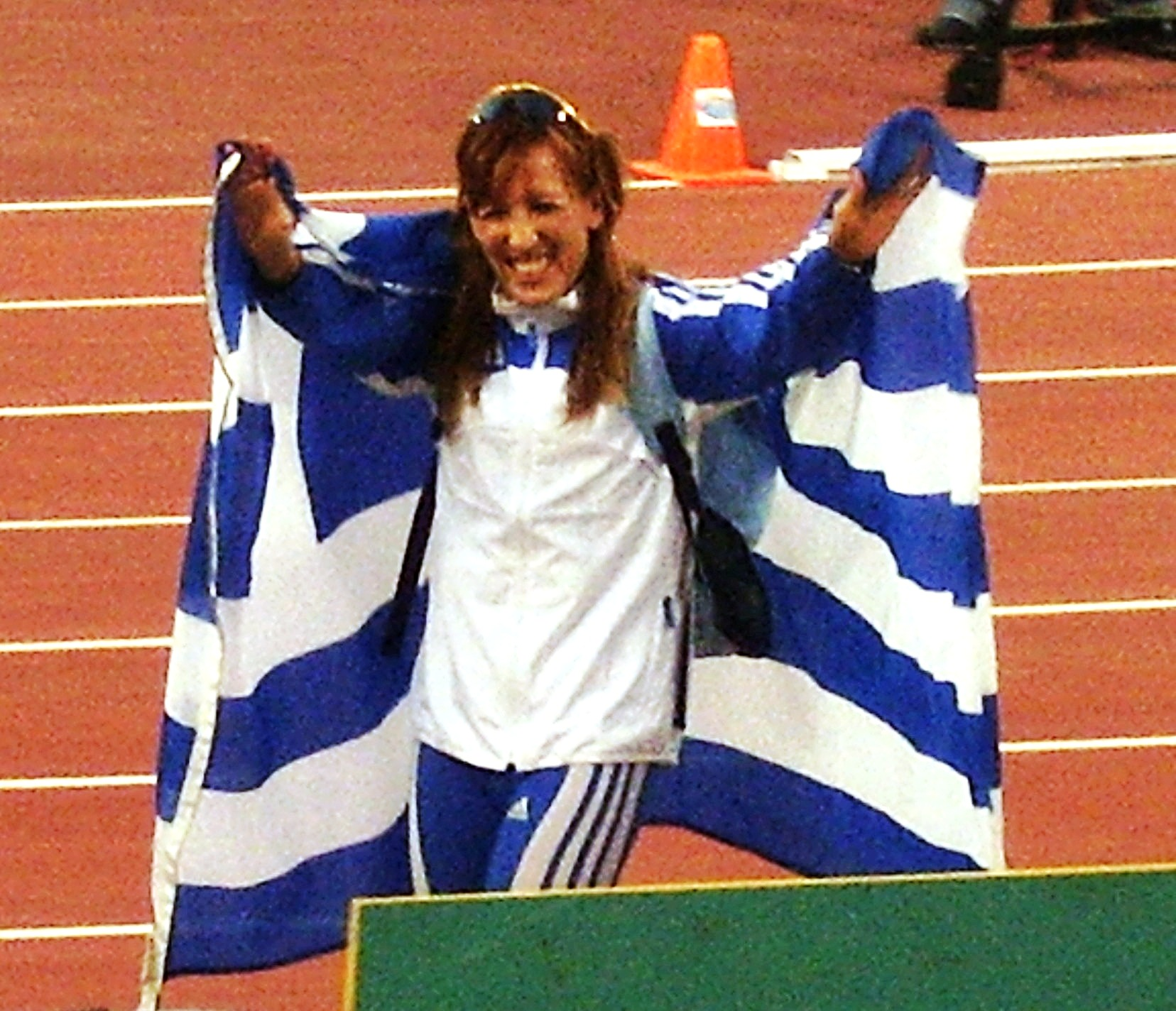
Chrysopiyí Devetzí à la coupe du monde des nations d'athlétisme à Athènes (16 septembre 2008).

Cette page concerne les évènements survenus en 2006 en Grèce  :

## Évènement
- 8 janvier : Séisme (en) au large de l'île de Cythère.
- 3 février : Disparition suivi du meurtre d'Alex Meschisvili (en) à Véria.
- 15 février : Remaniement du gouvernement Kóstas Karamanlís I.
- 3 octobre : Le vol 1476 Turkish Airlines (en) est détourné dans l'espace aérien grec.
- Patras est la capitale européenne de la culture.

## Cinéma - Sortie de film
- 17-26 novembre : Festival international du film de Thessalonique.
- Eduart
- Le Fils du gardien
- Uranya

## Sport
- 10-26 février : Participation de la Grèce aux Jeux olympiques d'hiver, à Turin en Italie.
- 14-19 février : Organisation des Championnats d'Europe de badminton par équipes à Thessalonique.
- 10-19 mars : Participation de la Grèce aux Jeux paralympiques d'hiver (en) à Turin en Italie.
- 27-30 avril : Organisation des championnats d'Europe de gymnastique artistique féminine à Vólos.
- 4-7 mai : Organisation des championnats d'Europe de gymnastique artistique masculine à Vólos.
- 18-27 juillet : Organisation du championnat d'Europe masculin de basket-ball des moins de 18 ans à Amaliáda, Olympie et Argostóli.
- 1er-4 juin : Rallye Acropolis (en).
- 19-23 juillet : Organisation des championnats d'Europe de cyclisme sur piste juniors et espoirs à Athènes.
- 2-6 août : Organisation de la ligue mondiale de water-polo (en) à Athènes.
- 7-13 août : Participation de la Grèce aux Championnats d'Europe d'athlétisme (en) à Göteborg en Suède.
- 16-17 septembre : Organisation de la coupe du monde des nations d'athlétisme à Athènes.
- Championnat de Grèce de football 2005-2006
- Championnat de Grèce de football 2006-2007
- Coupe de Grèce de football 2005-2006 (en)
- Coupe de Grèce de football 2006-2007 (en)
- Création du club de basket-ball ASK Karditsas B.C. (en).
- Création du marathon Alexandre le Grand entre Pella et Thessalonique.

## Création
- Aérodrome de Kalymnos
- ASPIDA-ROM, parti politique.
- CERETETH (en) (CEnter for REsearch and TEchnology THessaly, en français : Centre de Recherches et de Technologie de la Thessalie).
- GainJet Aviation (en), compagnie aérienne.
- Hellenic Imperial Airways (en), compagnie aérienne.
- Intellectum (en), journal académique.
- Musée du chemin de fer de Thessalie (en)
- Nouveau combattant (en), parti politique.
- Parc national de Dadiá-Lefkími-Souflí
- Parc national de Missolonghi-Etolikó
- Réseau amateur sans fil d'Amaliada (en)
- Skai TV, chaîne de télévision privée.
- Stations de Pallíni (en), Péania-Kántza (en) et Koropí (en) sur la ligne 3 du métro d'Athènes.

## Dissolution
- Helios Airways, compagnie aérienne.
- Province d'Attique (en)

## Décès
- Aléxis Damianós, réalisateur, dramaturge et acteur.
- Boban Janković, basketteur serbe.
- Betty Moschona (en), actrice.
- María Plytá, réalisatrice, scénariste, monteuse, productrice et metteur en scène.
- Geórgios Rállis, personnalité politique.